# Ивичеста храстова кукумявка
Ивичестата храстова улулица (Strix huhula) е вид птица от семейство Совови (Strigidae).

## Разпространение и местообитание
Разпространен е в Аржентина, Боливия, Бразилия, Венецуела, Гвиана, Еквадор, Колумбия, Парагвай, Перу, Суринам и Френска Гвиана.